# Jung Dae-hyun
Jung Dae-hyun (hangul: 정대현, hanja: 鄭大賢; Busan, 28 de junio de 1993), también conocido por su nombre monónimo Daehyun, es un cantante surcoreano. Debutó como miembro del grupo masculino surcoreano B.A.P bajo TS Entertainment, donde se desempeña como vocalista principal desde 2012. También lanzó su primer miniálbum en solitario Chapter2 "27" en abril de 2019.

## Primeros años
Jung nació el 28 de junio de 1993 en Busan. El segundo y menor hijo de su padre y madre dueños de una ferretería, vivía en una casa adinerada.  Aspiraba a convertirse en cantante después de ver TVXQ y comenzó a cantar de niño.   Mientras estaba inscrito en el jardín de infancia, la crisis financiera asiática de 1997 llevó a su familia a la pobreza. Dejó de cantar en medio de las preocupaciones sobre su carrera en su tercer año de secundaria.  Después de abandonar la idea de asistir a una escuela secundaria de artes con costosos pagos de matrícula, Jung presentó una solicitud para una institución con un departamento de música "práctico" y fue aceptado. Durante su segundo año en la escuela secundaria, fue a un centro de entrenamiento para jóvenes donde practicó vocalización y aprendió b-boying . Por sugerencia de un amigo, Jung se inscribió en un hagwon en el distrito de Haeundae donde recibió entrenamiento especializado; asistió durante aproximadamente un año.

## Carrera

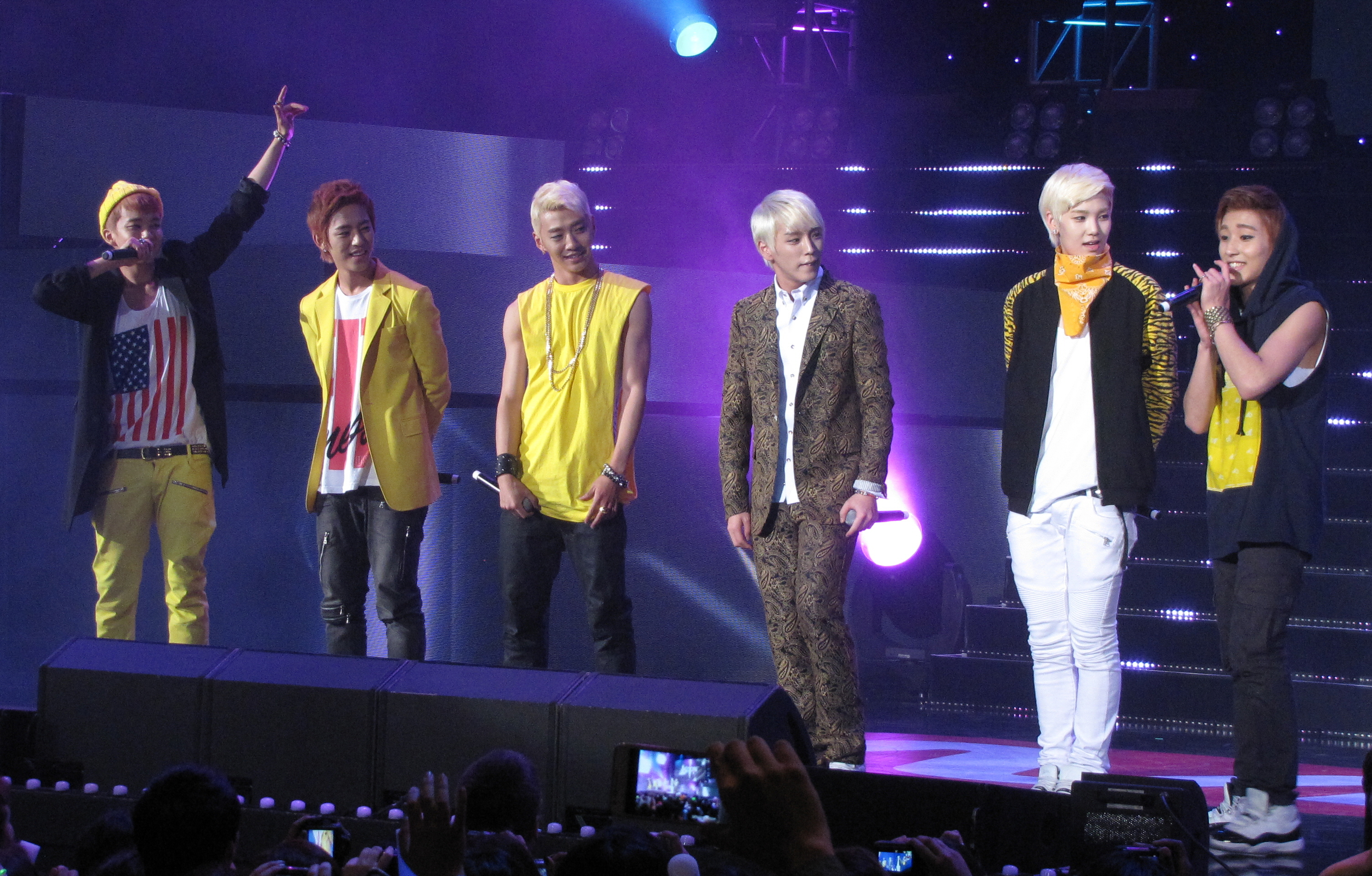
Jung Dae-hyun en KCON 2012

Jung se enteró de las audiciones de la agencia TS Entertainment en Busan y estaba programado para participar, pero decidió presentarse en una competencia durante ese tiempo y ocupó el segundo lugar. El sello discográfico lo contactó para tener otra oportunidad y viajó a Seúl para la audición. En su viaje en tren de regreso a Busan, recibió su notificación de aceptación. Fue aprendiz de la empresa durante seis meses.
Jung fue revelado como miembro del sexteto ídolo B.A.P el 16 de enero de 2012, donde se desempeñó como vocalista principal. El grupo debutó diez días después con su álbum sencillo Warrior. En noviembre de 2014, el grupo presentó una demanda contra su agencia. Los miembros buscaron anular su contrato con la empresa citando "condiciones injustas y distribución de beneficios". En agosto del año siguiente, las dos partes finalmente llegaron a un acuerdo y B.A.P reanudó sus actividades bajo TS Entertainment. En agosto y diciembre de 2018, Yongguk y Zelo dejaron el grupo y el sello discográfico tras la expiración de sus contratos, respectivamente. Jung y los tres miembros restantes dejaron la agencia en febrero de 2019, liderando la disolución de B.A.P, aunque más tarde, en 2024, el grupo regresó.

### Como solista
En marzo de 2019, Jung inició una campaña de micromecenazgo con la empresa Culture Bridge para adquirir fondos para su miniálbum debut. Fue criticado por los costos de los beneficios proporcionados a los patrocinadores que contribuyeron entre ₩ 200,000– ₩ 500,000 (US $ 171.62– $ 429.05), que se consideraron "excesivos". Se lo comparó con su excompañero de banda Yongguk, que en ese momento estaba preparando un álbum en solitario "musicalmente ambicioso" sin micromecenazgo, que se percibía como "auténtico". Jung simpatizaba con sus fans y lamentó participar en el micromecenazgo. El capítulo 2 "27" fue lanzado el 5 de abril. Jung, quien ya no se identifica como un ídolo, contribuyó a la letra, composición y producción del disco. Jung firmó con la agencia STX Lionheart dos meses después. Bajo la compañía, lanzó su primer álbum sencillo Aight y su canción principal el 11 de octubre.
Jung fue elegido para el musical Grease, donde interpretó el papel principal de Danny. La producción se desarrolló desde noviembre de 2019 hasta febrero de 2020.  Contribuyó con una canción titulada "All Things Will Pass" en la banda sonora original de la serie de televisión de JTBC Sweet Munchies .  Jung fue elegido para el musical The Moment como The Boy, originalmente programado para ejecutarse de julio a septiembre de 2020. Debido a las estrictas restricciones que siguieron al aumento de las infecciones en medio de la pandemia de COVID-19, las actuaciones solo operaron hasta fines de agosto. Se alistó en el servicio militar obligatorio el 17 de noviembre. Su primer sencillo japonés "Amazing" fue lanzado el 25 de noviembre

## Discografía

### Álbumes
| Título          | Detalles del álbum                                                                              | Posiciones máximas del gráfico  | Ventas       |
| Título          | Detalles del álbum                                                                              | Lista de álbumes de Gaon <br /> | Ventas       |
| --------------- | ----------------------------------------------------------------------------------------------- | ------------------------------- | ------------ |
| Capítulo 2 "27" | - Lanzamiento: 5 de abril de 2019 - Discográfica: Wecan Company - Formato: CD, descarga digital | 13                              | - KOR: 4.400 |

#### Álbumes individuales
| Título | Detalles del álbum                                                                                       | Posiciones máximas del gráfico  | Ventas       |
| Título | Detalles del álbum                                                                                       | Lista de álbumes de Gaon <br /> | Ventas       |
| ------ | --- | ------------------------------- | ------------ |
| Bien   | - Lanzamiento: 11 de octubre de 2019 - Sello: STX Lionheart, Genie Music - Formato: CD, descarga digital | 15                              | - KOR: 4.648 |

### Individual
| Título                                                                          | Año     | Lanzamiento                                        |
| coreano                                                                         | coreano | coreano                                            |
| ------------------------------------------------------------------------------- | ------- | -------------------------------------------------- |
| "Sombra" <br /> (con Zelo )                                                     | 2017    | Dae Hyun X Jong Up Project Album 'Party Baby'      |
| "Bebé"                                                                          | 2018    | Primer álbum digital individual de Dae Hyun [Baby] |
| "Eres mi" ( 너는 내게 (romanización revisada, Neoneun Naege) ;'Neoneun Naege' ) | 2019    | Capítulo 2 "27"                                    |
| "Muy bien" ( 아잇 (romanización revisada, Ait) ;'Ait' )                         | 2019    | Bien                                               |
| japonés                                                                         |         |                                                    |
| "Asombroso"                                                                     |         |                                                    |

## Filmografía
| Título       | Año       | Papel    | Ref.   |
| ------------ | --------- | -------- | ------ |
| Napoleón     | 2017      | Lucien   | [ 28 ] |
| All Shook Up | 2017-2018 | Elvis    | [ 29 ] |
| Grasa        | 2019-2020 | Danny    | [ 24 ] |
| El momento   | 2020      | El chico | [ 19 ] |

| Título         | Año  | Papel        | Red                 | Ref.   |
| -------------- | ---- | ------------ | ------------------- | ------ |
| Niño de comida | 2020 | Kim Ban-seok | Televisión de Naver | [ 30 ] |